# Katja Giammona
Katja Giammona (Wolfsburg, 11 luglio 1975) è un'attrice tedesca di origine italiana, in attività in televisione e nel cinema dalla seconda metà degli anni novanta.
Tra i suoi ruoli più noti, figura quello di Pia Lombardi nella serie televisiva Il nostro amico Charly.
Ha inoltre al suo attivo la partecipazione ad altre serie televisive e in vari film per la televisione. Ha ricevuto il ruolo da protagonista nei film, Dead End Street (1997), Rote Kora (1997) e Schmetterlinge der Nacht (1999).

## Biografia
Nasce a Wolfsburg, in Germania, ma vive tra Monaco di Baviera e Berlino. Nata in una famiglia di Testimoni di Geova, a 15 anni si decide di diventare cattolica e farsi battezzare. Per Katja la fede è molto importante, infatti si impegna in eventi per i giovani della chiesa, sottolineando la sua appartenenza religiosa, nel 2023 diventa novizia e continua il percorso per diventare suora.Nel 2007 viene pubblicata una biografia in forma di conversazione tra Bernhard Müller e  Horst Wörner con Katja Giammona: "...und hätte aber die Liebe nicht“ - Katja Giammona im Gespräch mit Bernhard Müller und Horst Wörner" , Gerhard Hess Verlag 2007, pubblicato in Germania.

## Filmografia

### Cinema
- Dead End Street (1997), regia di Bernhard Landen
- Rote Kora (1997), regia di Inga Nemstveridse
- Killer (1998), regia di Bernhard Landen
- Bäng, Boom, Bäng - Ein todsicheres Ding (1998), regia di Peter Thorwarth
- Schmetterlinge der Nacht (1999), regia di Andreas Lechner (ruolo: Eva)
- Prosit Neujahr (1999), regia di Harald Leibnitz

### Televisione
- (1996) "Im Rausch der Liebe" [6] RTL (film TV; ruolo: Antonia)
- (1997) "First Love - Erdbeermund" [7] ARD
- (1997) "Geisterjäger John Sinclair" [8] RTL
- (1998) "Der Solist" [9] ZDF
- (1998) "Tatort - Streng geheimer Auftrag" [10] ARD (serie TV, 1 episodio)
- (1999) "Der Kapitän" [11] ZDF
- (1999) "Und Morgen geht die Sonne wieder auf" [12] RTL
- (1999) "Venezianische Scharade" [13] ARD
- (1999) "Ein unmöglicher Mann[14]" ARD
- (1999) "Die Wache" [15] RTL
- (2000) "Der Alte" [16]. ZDF
- (2000) "Sinan Toprak ist der Unbestechliche" [17] RTL
- (2000) "Und morgen geht die Sonne wieder auf" [12] RTL
- (2000) "Die oder Keine" ZDF
- (2000) "Der Millionär und die Stripperin" [18] RTL (film TV; ruolo: Rita/Bambi)
- (2001) "Eine Liebe auf Mallorca 3"[19] ZDF
- (2001) "Wahnsinns Weiber" [20] SAT1
- (2001) "Stefanie" SAT1
- (2001) "Jenny und Co" ZDF (serie TV, 2 episodi; ruolo: Sandra Beil)
- (2001) "Love Trip!" PRO7 (film TV; ruolo: Isabel)
- (2001) "Eine Liebe auf Mallorca 3" [19] (film TV, ruolo: Maria)
- (2002) "Im Namen des Gesetzes" [21] RTL (serie TV, 1 episodio)
- (2002) Guardia costiera  ZDF (serie TV, 1 episodio; ruolo: Chandrika)
- (2003) Berlin, Berlin ARD Lolle (serie TV, 2 episodi)
- (2003) "Edel & Starck " Sat1 (serie TV, 1 episodio)
- (2004) "Was heißt hier Oma" [22] ARD
- (2004) "Eine Mutter für Anna" [23] ARD (film TV; ruolo: Chiara)
- (2004) "Eine echte Prinzessin" [24] ZDF (film TV; ruolo: Luisa)
- (2004) "Unter weißen Segeln - Odyssee der Herzen" [25] ARD (Tv, ruolo Cristina Panagos)
- (2004) Sabine! (serie TV, 1 episodio)
- (2005) "Il nostro amico Charly!" (Unser Charly, serie TV, 2005-2008; ruolo: Pia Lombardi)
  - Staffel [26] 11 (Rolle Pia Lombardi)
  - Staffel 12 (Rolle Pia Lombardi)
- (2006) "Unser Charly" ZDF
  - Staffel 13 (Rolle Pia Lombardi)
  - Staffel 14 (Rolle Pia Lombardi)
- (2007) "Unser Charly" ZDF
  - Staffel 15 (Rolle Pia Lombardi)
  - Staffel 16 (Rolle Pia Lombardi)
- (2007) "Eine Liebe in Kuba" (film TV; ruolo: Dolores Ortega)
- (2008) "GSG9 -Die Elite Einheit! Todesspiel" SAT1 (serie TV, 1 episodio)

### Canto
- Katja Giammona e Felicitas Woll: Baby, Now That I've Found You! (Serie Tv Berlin, Berlin), su mp3.pm. URL consultato il 10 settembre 2020 (archiviato dall'url originale il 25 novembre 2014).
  -  Showreel, su youtube.com.